# Ingwergewächse
Die Ingwergewächse (Zingiberaceae) sind eine Familie in der Ordnung der Ingwerartigen (Zingiberales) innerhalb der Einkeimblättrigen Pflanzen (Monokotyledonen). Diese Familie enthält je nach Quelle 52 oder 53 Gattungen und ist mit 1200 bzw. über 1300 Arten die artenreichste Familie der Zingiberales. Einige Arten werden als Gewürz- und Heilpflanzen vom Menschen genutzt, zum Beispiel Ingwer, Curcuma, Galgant, Kardamom und Zitwerwurzel. Viele Arten sind tropische Zierpflanzen.

## Beschreibung und Ökologie

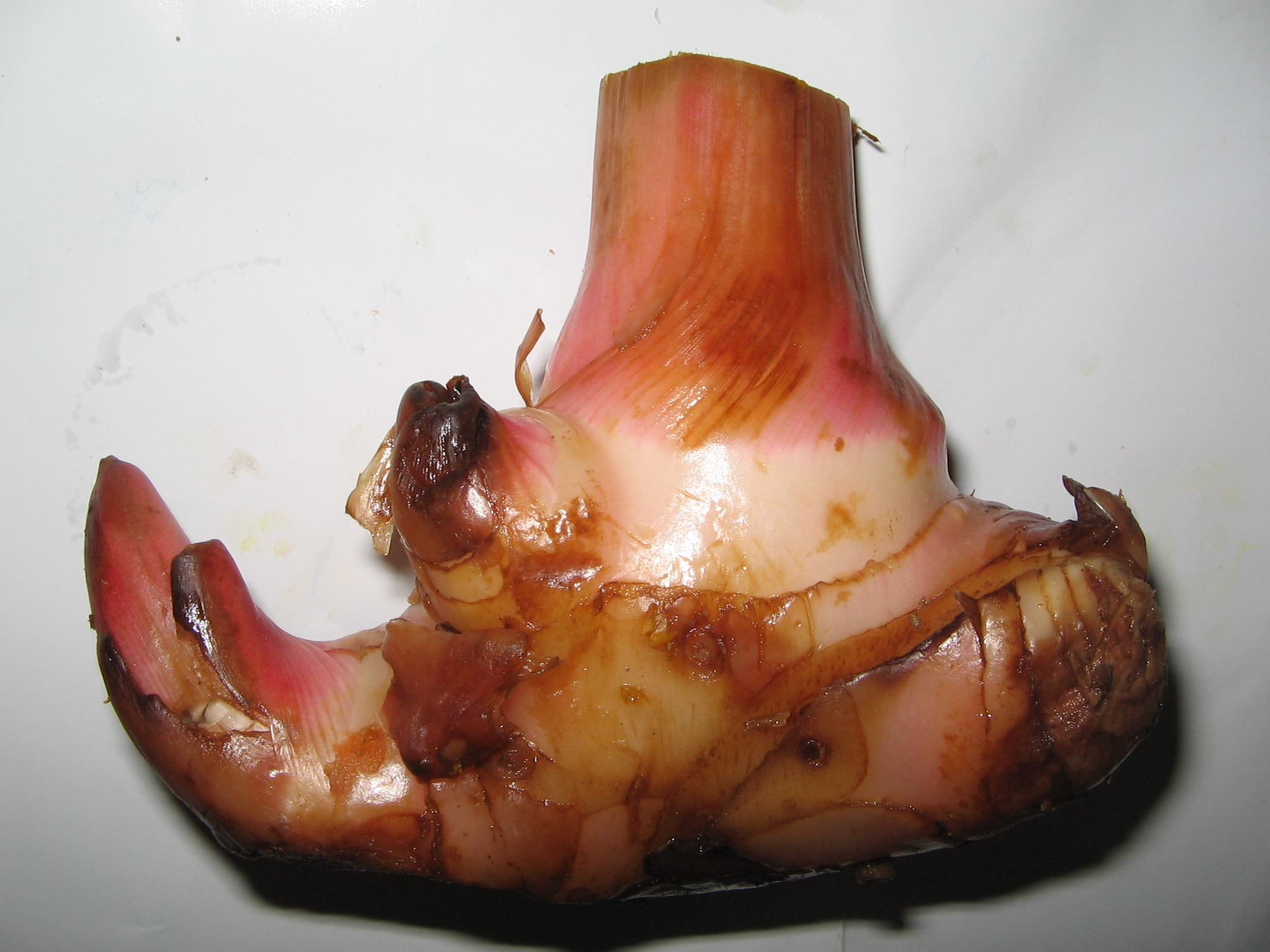
Unterfamilie Alpinioideae, Tribus Alpinieae: Rhizom von Thai-Ingwer (Alpinia galanga)

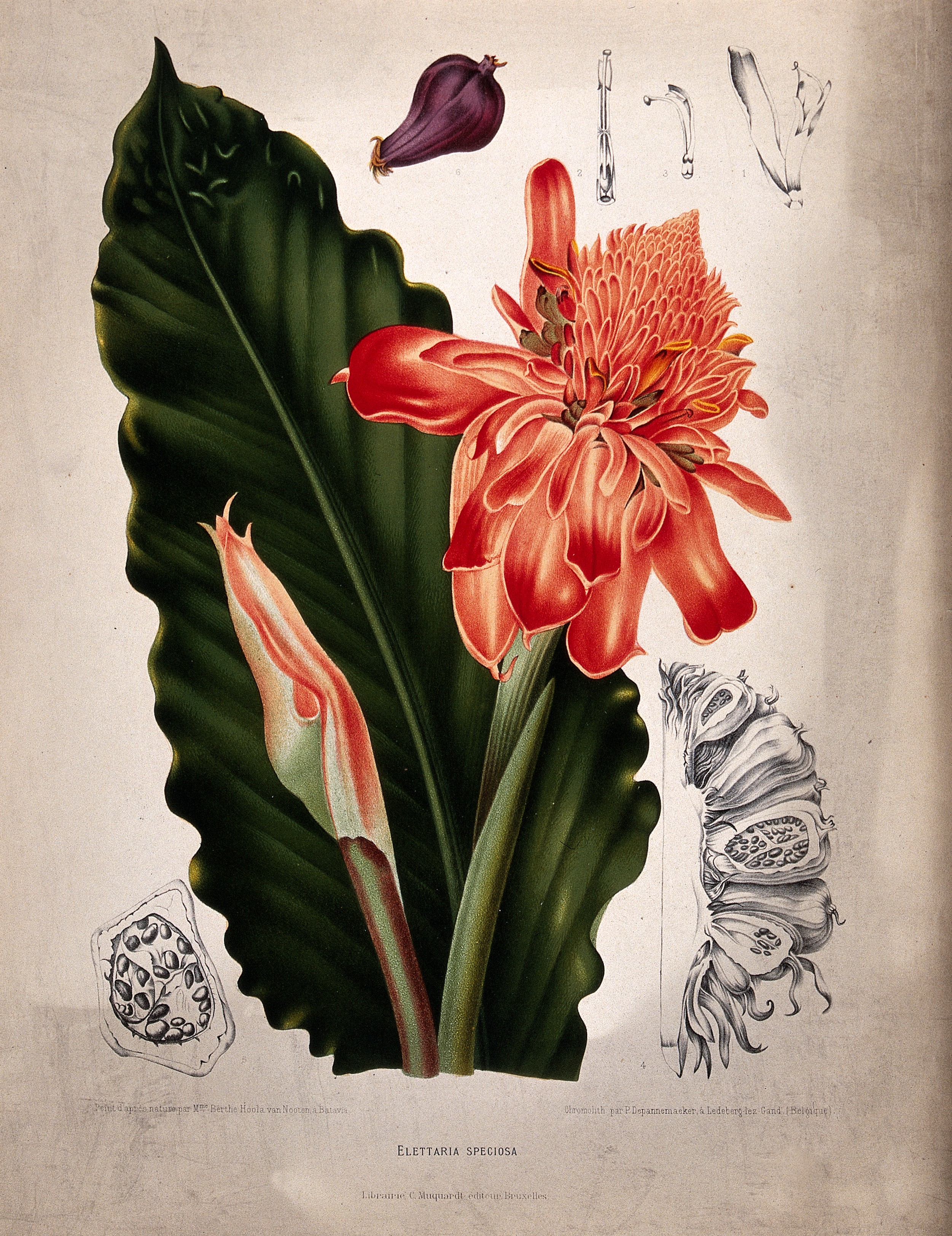
Unterfamilie Alpinioideae, Tribus Alpinieae: Illustration von Etlingera elatior

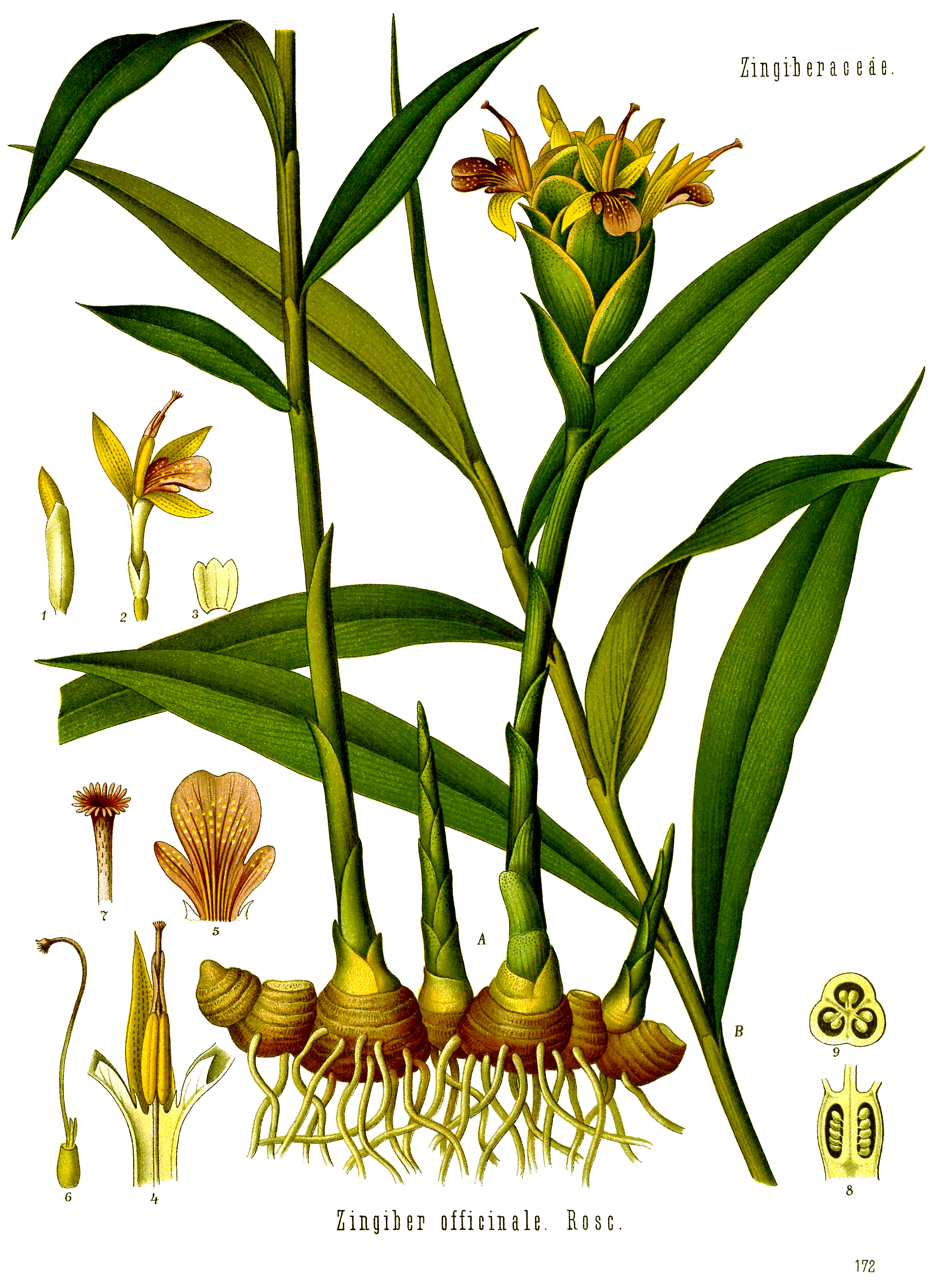
Unterfamilie Zingiberoideae, Tribus Zingibereae: Echter Ingwer (Zingiber officinale),
Illustration aus Koehler 1887.

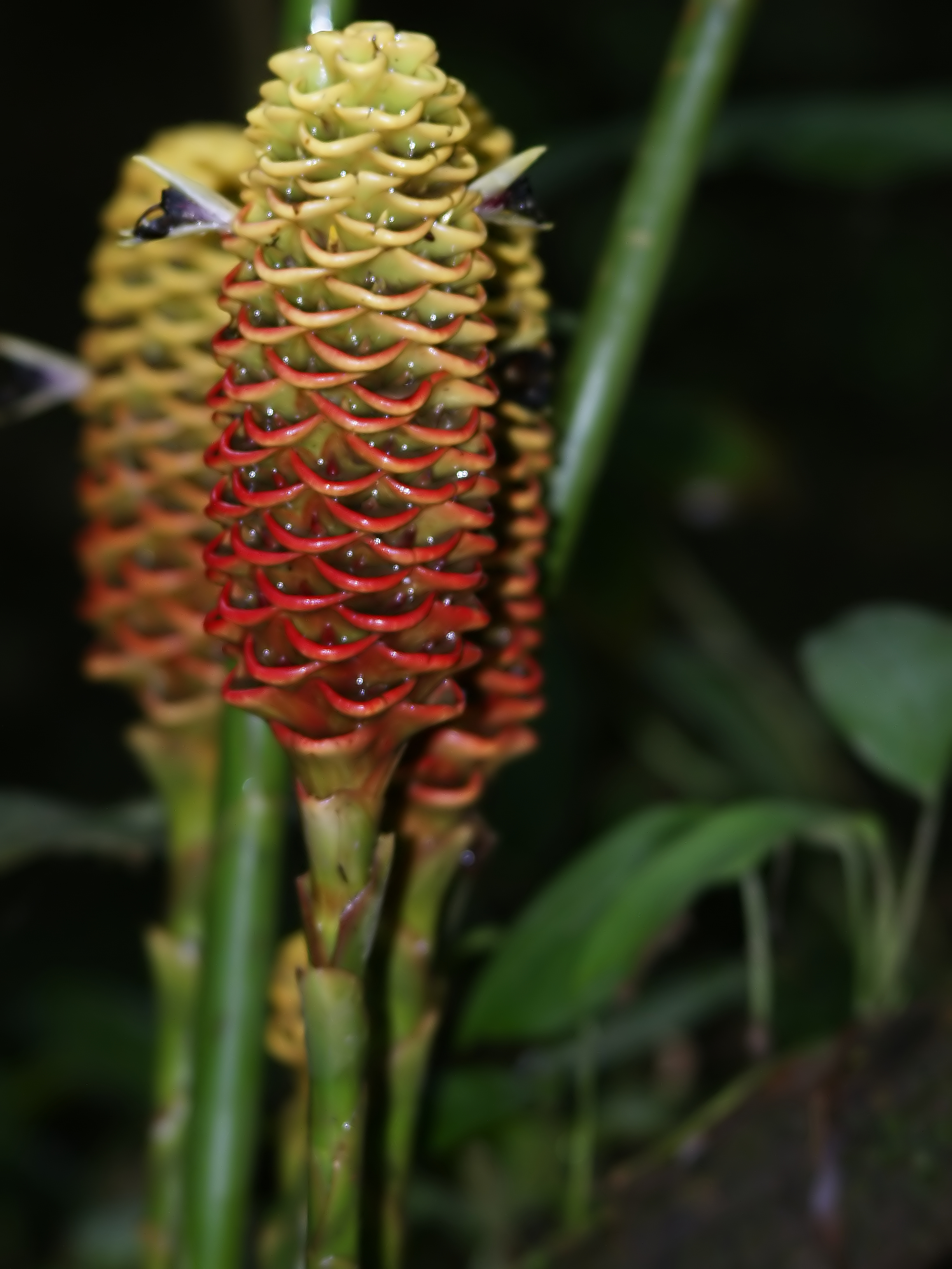
Unterfamilie Zingiberoideae, Tribus Zingibereae: Blütenstand von Zingiber spectabile

### Erscheinungsbild und Laubblätter
Es sind immergrüne, ausdauernde krautige Pflanzen. Sie bilden fleischige Rhizomen, die knollig verdickt sein können; bei vielen Arten bilden sie Wurzeln. Sie wachsen meist terrestrisch, selten epiphytisch. Es werden nur kurze Stängel gebildet, die bei vielen Arten durch Scheinstämme, die von den Blattscheiden der Laubblätter gebildet werden, ersetzt sind.
Die wechselständig und zweizeilig (distich) angeordneten Laubblätter sind nie zu grundständigen Rosetten vereinigt. Auch die Stellung der Blätter unterscheidet die beiden Familien Costaceae und Zingiberaceae. Die gestielten bis sitzenden Laubblätter besitzen eine einfache Blattscheide. Die ungeteilten Blattspreiten sind krautig bis ledrig, mit oder ohne Haare. Im knospigen Stadium ist die Blattspreite der Länge nach eingerollt. Es ist eine erhabene Mittelrippe und Parallelnervatur vorhanden. Der Blattrand ist glatt. Es sind meist Ligulae vorhanden. Die untersten Blätter sind oft stark reduziert, so dass nur noch die Blattscheide ausgebildet ist.

### Blütenstände und Blüten
Endständig an den Scheinstämmen oder auf eigenen kurzen von Blattscheiden bedeckten Stängeln, die direkt aus den Rhizomen hervorgehen, werden die Blütenstände gebildet. Die Blütenstände sind dickkopfige bis schmal ährige Thyrsen, oder es sind aus zwei- bis siebenblütigen Zymen zusammengesetzte traubige Blütenstände. Die Blütenstände enthalten oft auffällig, leuchtend gefärbte Hochblätter (Brakteen) und wenige bis viele Blüten.

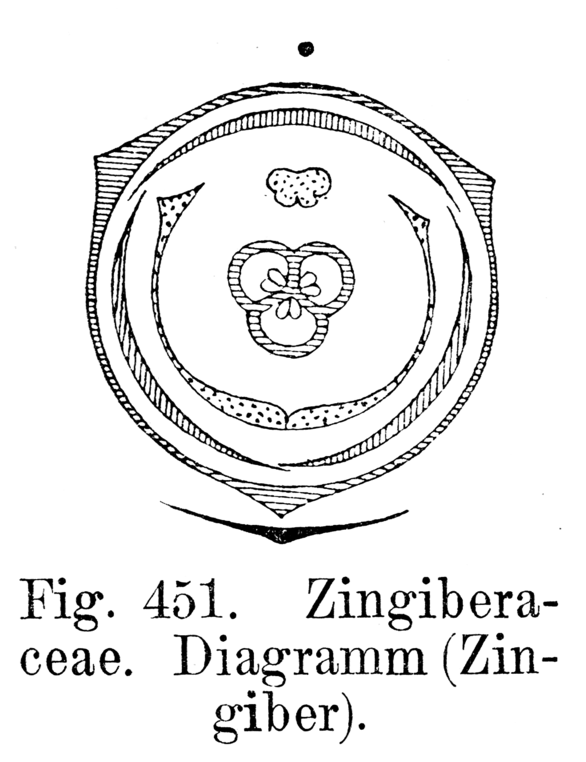
Blütendiagramm des Ingwer

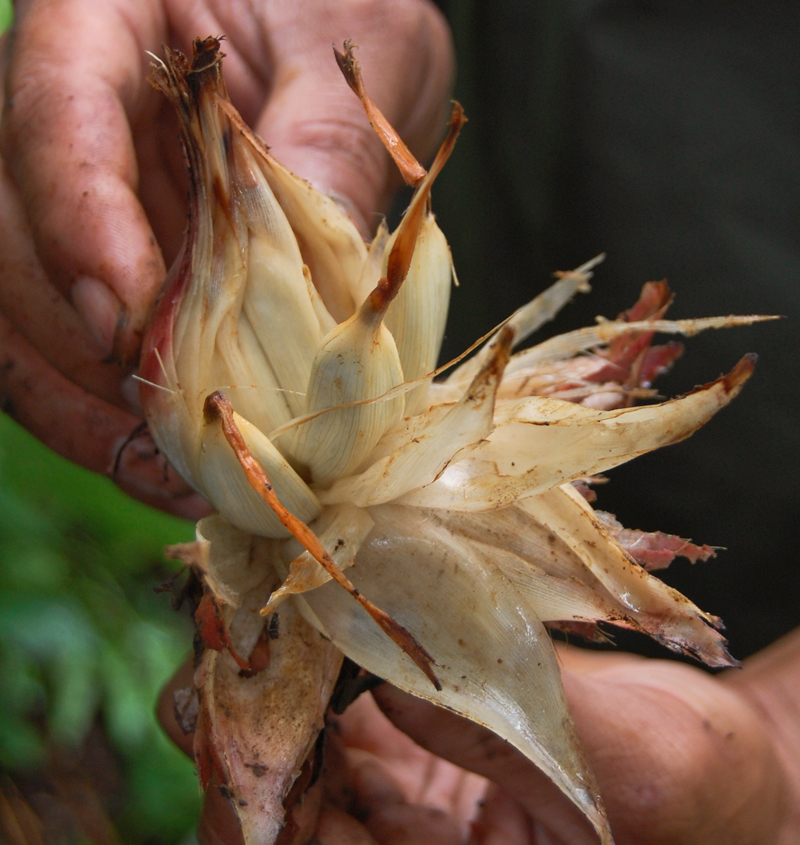
Unterfamilie Alpinioideae, Tribus Alpinieae: Fruchtstand von Hornstedtia conica

Die zwittrigen Blüten sind dreizählig und zygomorph. Das Perianth ist doppelt. Die drei Kelchblätter sind zu einer relativ schmalen Röhre verwachsen, die auf einer Seite offen ist, manchmal spathaähnlich wirkt oder oben dreizähnig oder -lappig ist. Die drei Kronblätter sind an ihrer Basis untereinander verwachsen; die drei Kronlappen unterscheiden sich je nach Taxon sehr in Länge und Form. Es sind zwei Kreise mit ursprünglich je drei Staubblättern vorhanden. Nur das mittlere Staubblatt des inneren Kreises ist fertil; es besitzt einen langen oder kurzen Staubfaden. Alle anderen Staubblätter sind zu Staminodien reduziert und mindestens eines oder drei fehlen. Die beiden seitlichen Staminodien des äußeren Kreises sind kronblattähnlich oder bilden schmale Zähne an der Basis des Labellum, mit dem sie verwachsen sein können, oder sie fehlen. Das mittlere Staminodium des äußeren Kreises fehlt immer. Die beiden seitlichen Staminodien des inneren Kreises sind zu einem sogenannten Labellum verwachsen; es stellt den auffälligsten Teil der Blüte dar. Drei Fruchtblätter sind zu einem unterständigen (synkarpen) Fruchtknoten verwachsen, der ein- oder dreikammerig sein kann, mit mehr oder weniger vielen Samenanlagen je Fruchtknotenkammer. In einer Furche des Staubfadens befindet sich der sehr dünne Griffel und die Narbe befindet sich oberhalb des Staubbeutels.
Die Blüten scheiden relativ viel Nektar ab aus zwei Nektarien, die sich an der Basis des Fruchtknotens befinden. Die einzelnen Blüten verwelken schnell, meist sind sie weniger als einen Tag geöffnet. Die Bestäubung erfolgt durch Insekten (Entomophilie) oder Vögel (Ornithophilie).

### Früchte und Samen
Sie bilden trockene bis fleischige Kapselfrüchte bis manchmal beerenartige Früchte, die wenige bis viele Samen enthalten. Die Samen enthalten Stärke. Der gerade Embryo besitzt ein Keimblatt (Kotyledone). Die Samen besitzen einen Arillus, der oft gelappt bis gefranst ist.

### Inhaltsstoffe und Chromosomenzahl
Alle Arten besitzen Exkretzellen im Grundgewebe, die essentielle oder ätherische Öle enthalten. Es wird Kieselsäure in kleinen kugel- oder scheibenförmigen Körpern in Deckzellen oder als Kieselsand in Parenchymzellen akkumuliert. Die Chromosomenzahl beträgt meist n = 12 (9–26).

## Systematik und Verbreitung

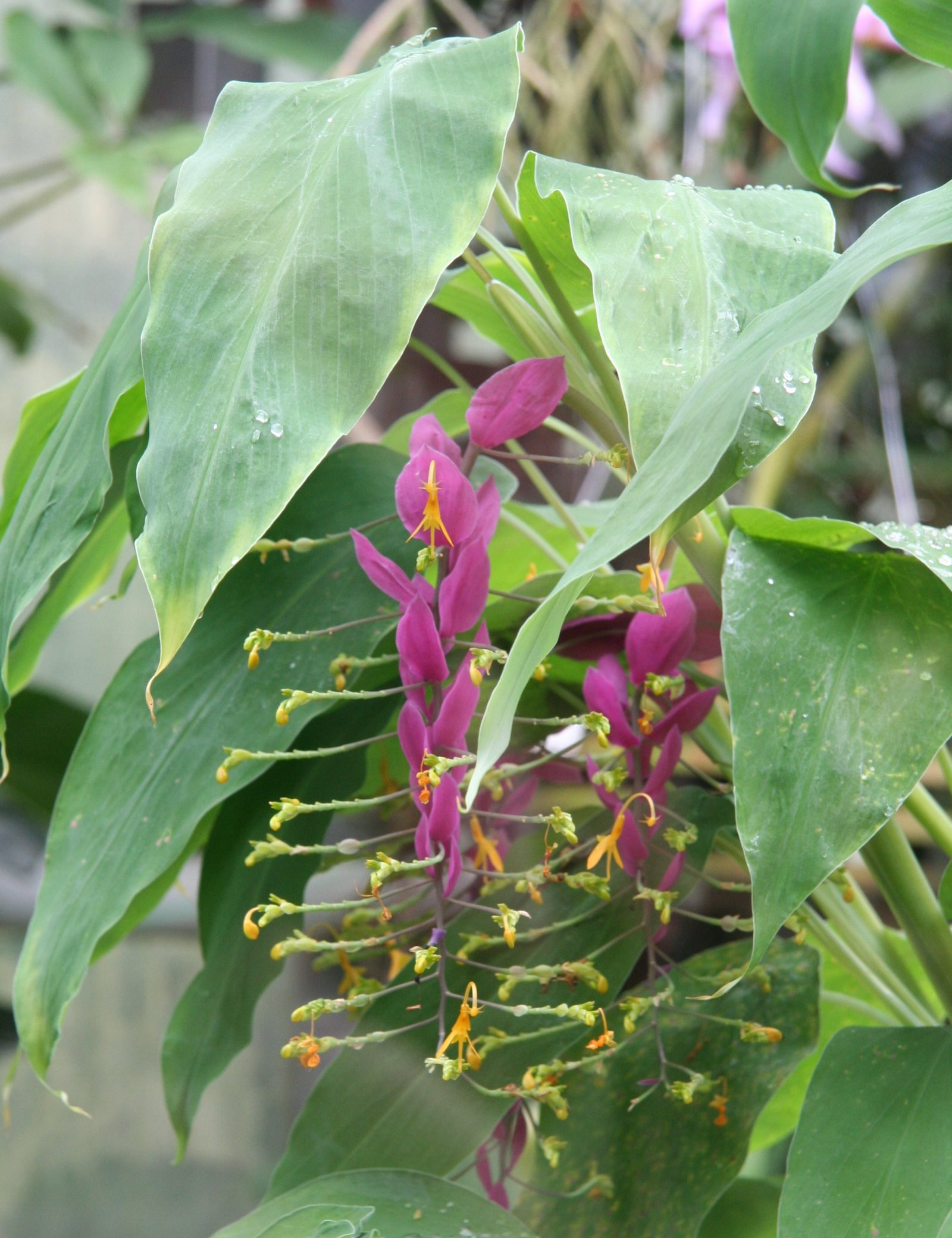
Unterfamilie Zingiberoideae, Tribus Globbeae: Habitus und Blütenstand von Globba winitii

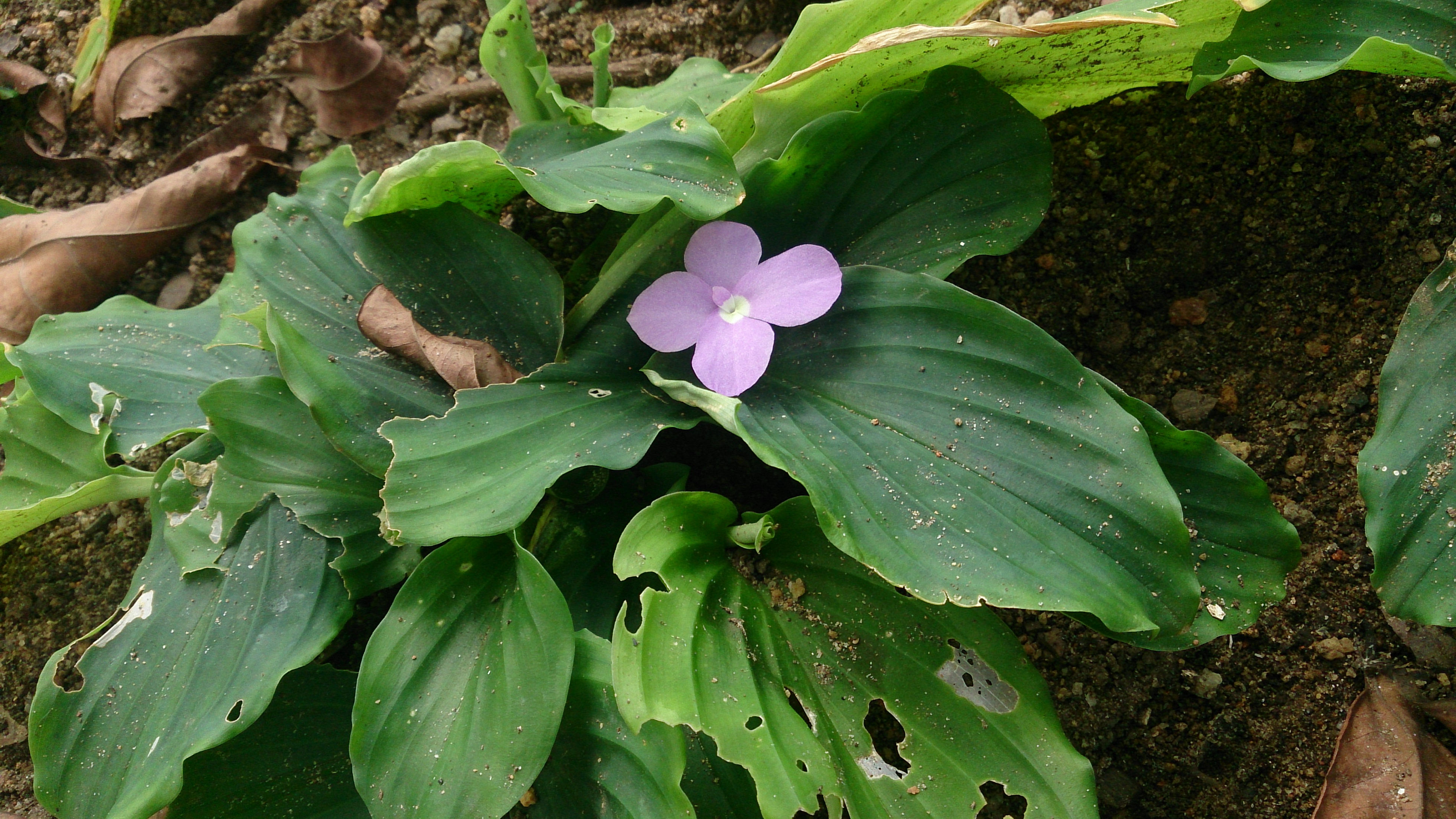
Unterfamilie Zingiberoideae, Tribus Zingibereae: Habitus und Blüte der Gewürzlilie (Kaempferia galanga)

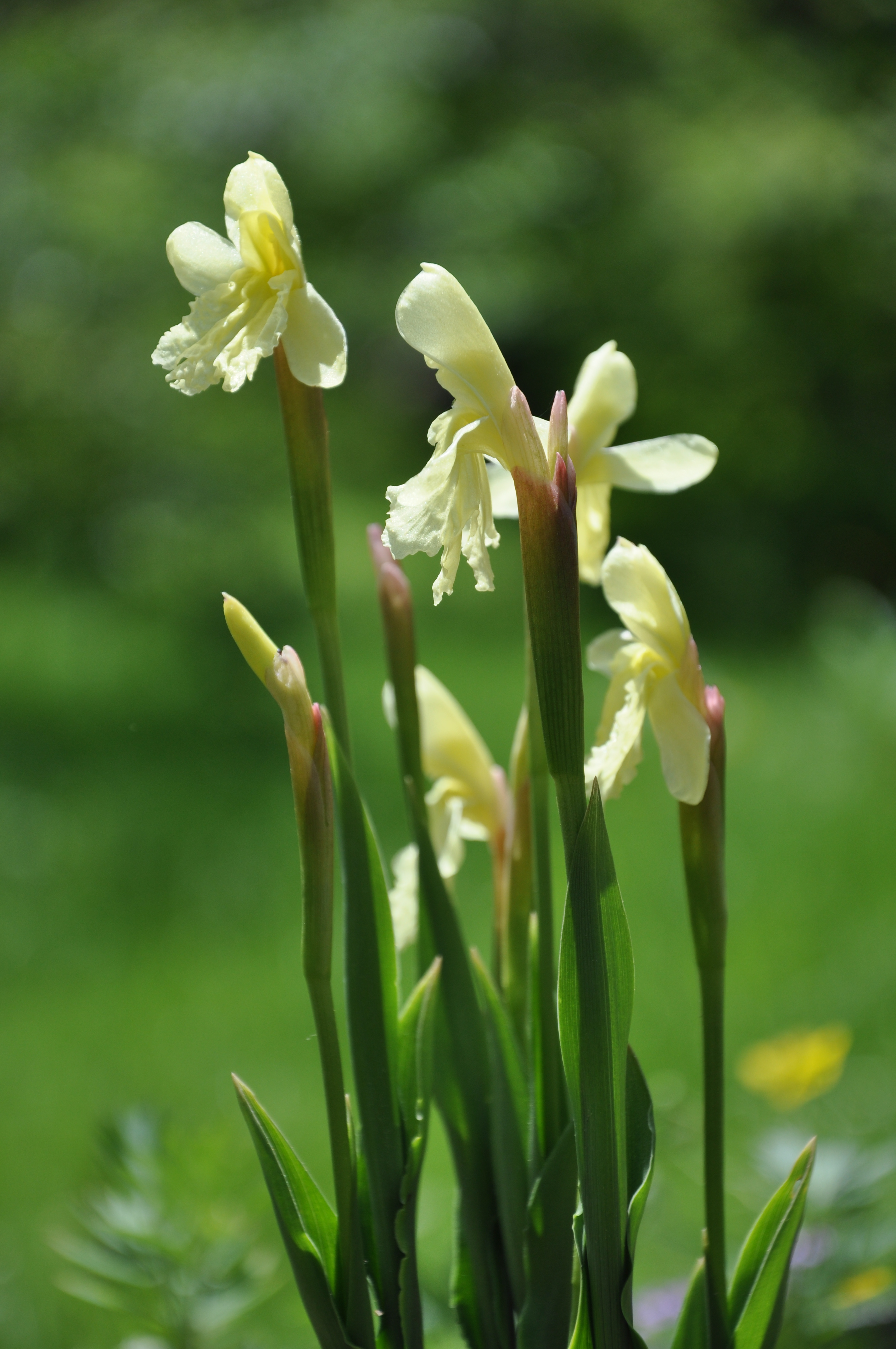
Unterfamilie Zingiberoideae, Tribus Zingibereae: Blütenstände und Blüten von Roscoea cautleoides

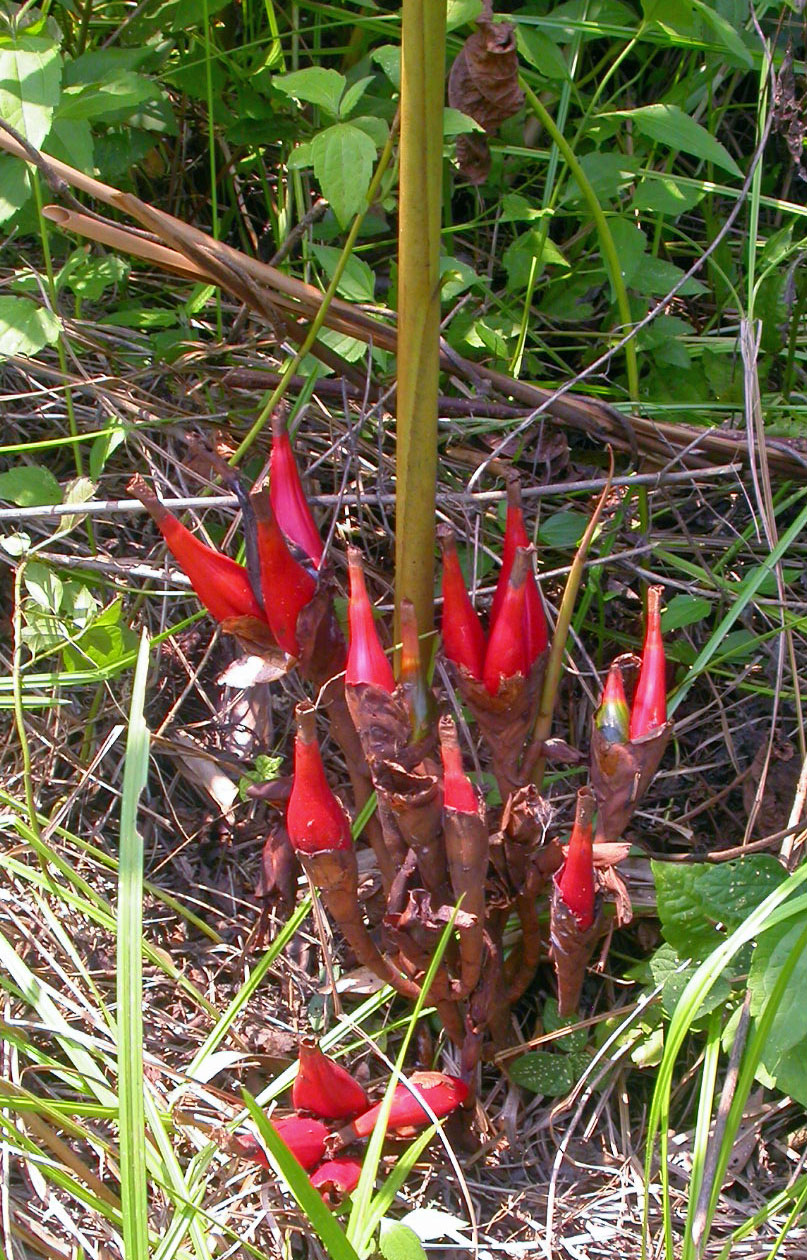
Unterfamilie Alpinioideae, Tribus Alpinieae: Bodennahe Früchte von Aframomum angustifolium

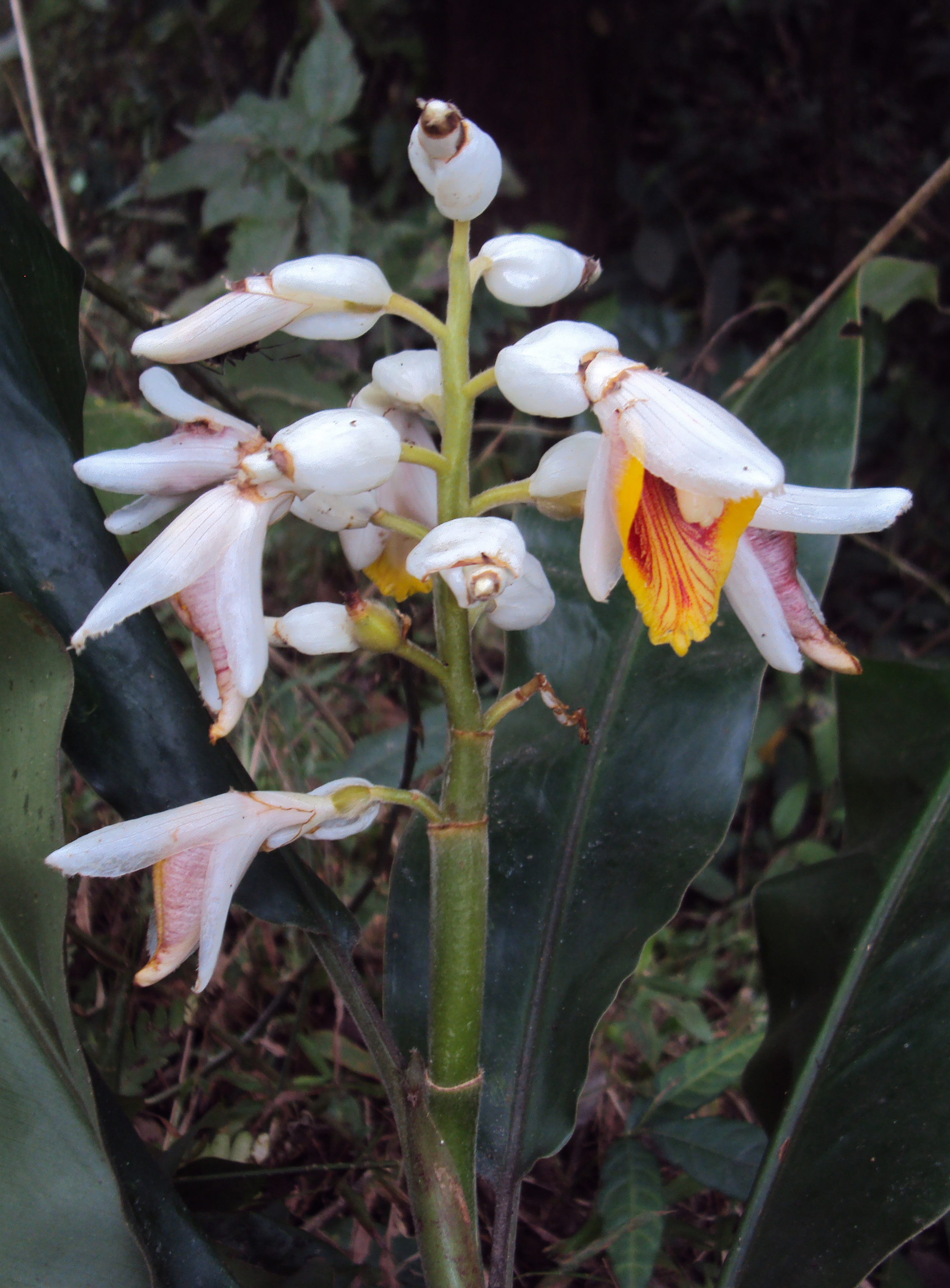
Unterfamilie Alpinioideae, Tribus Alpinieae: Blütenstand von Alpinia malaccensis

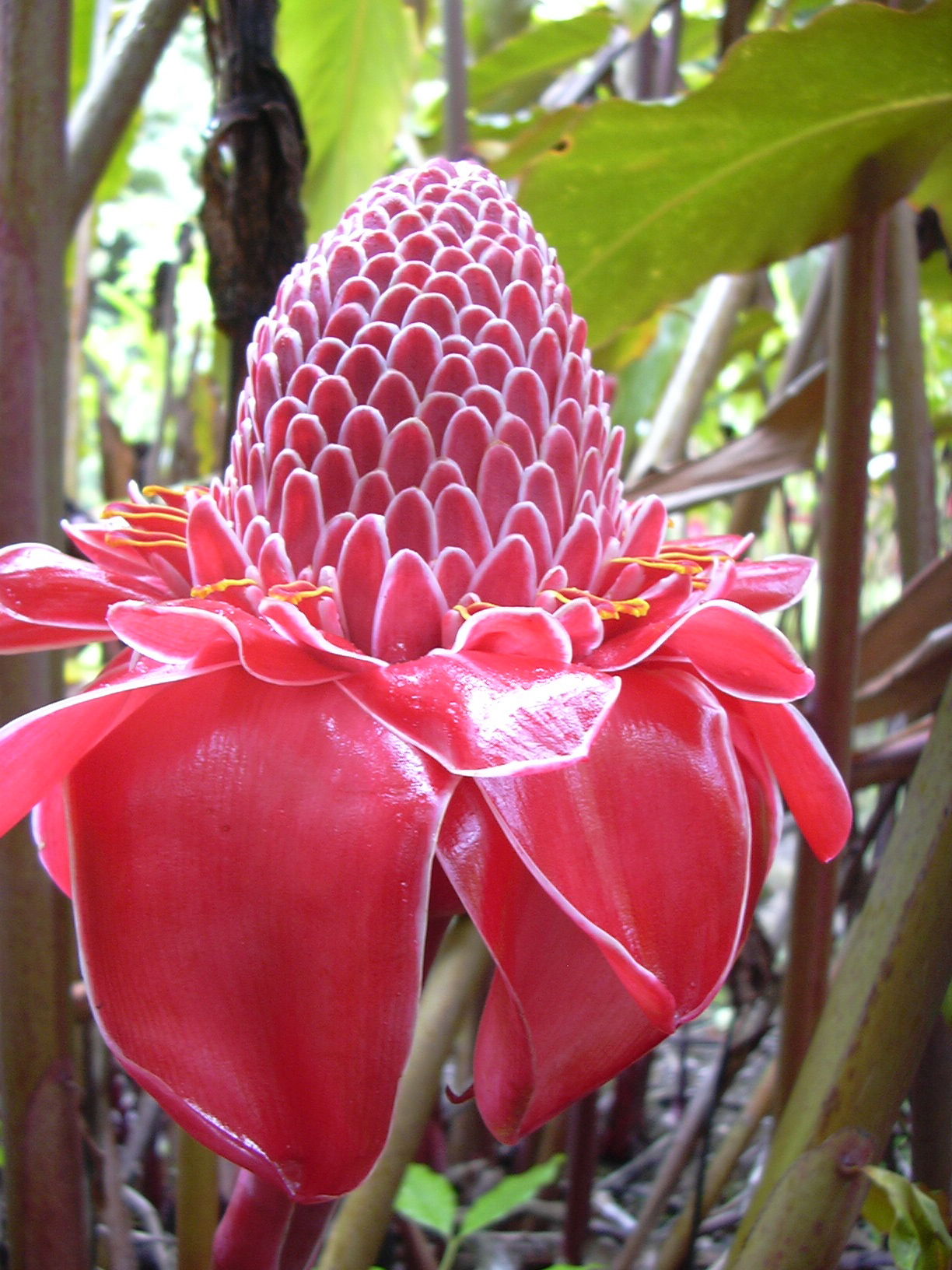
Unterfamilie Alpinioideae, Tribus Alpinieae: Blütenstand von Etlingera elatior

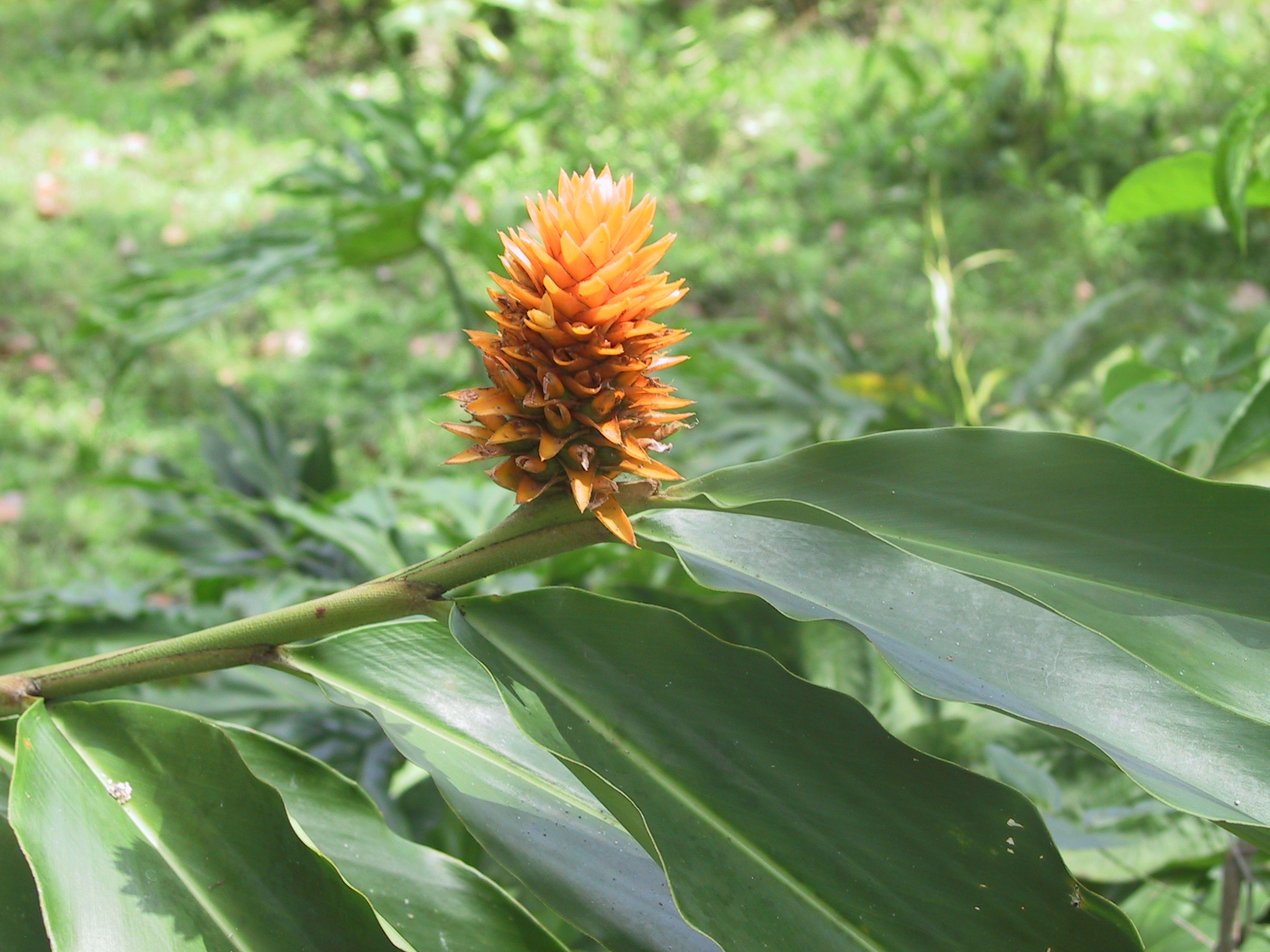
Unterfamilie Alpinioideae, Tribus Alpinieae: Habitus und Blütenstand von Renealmia cernua

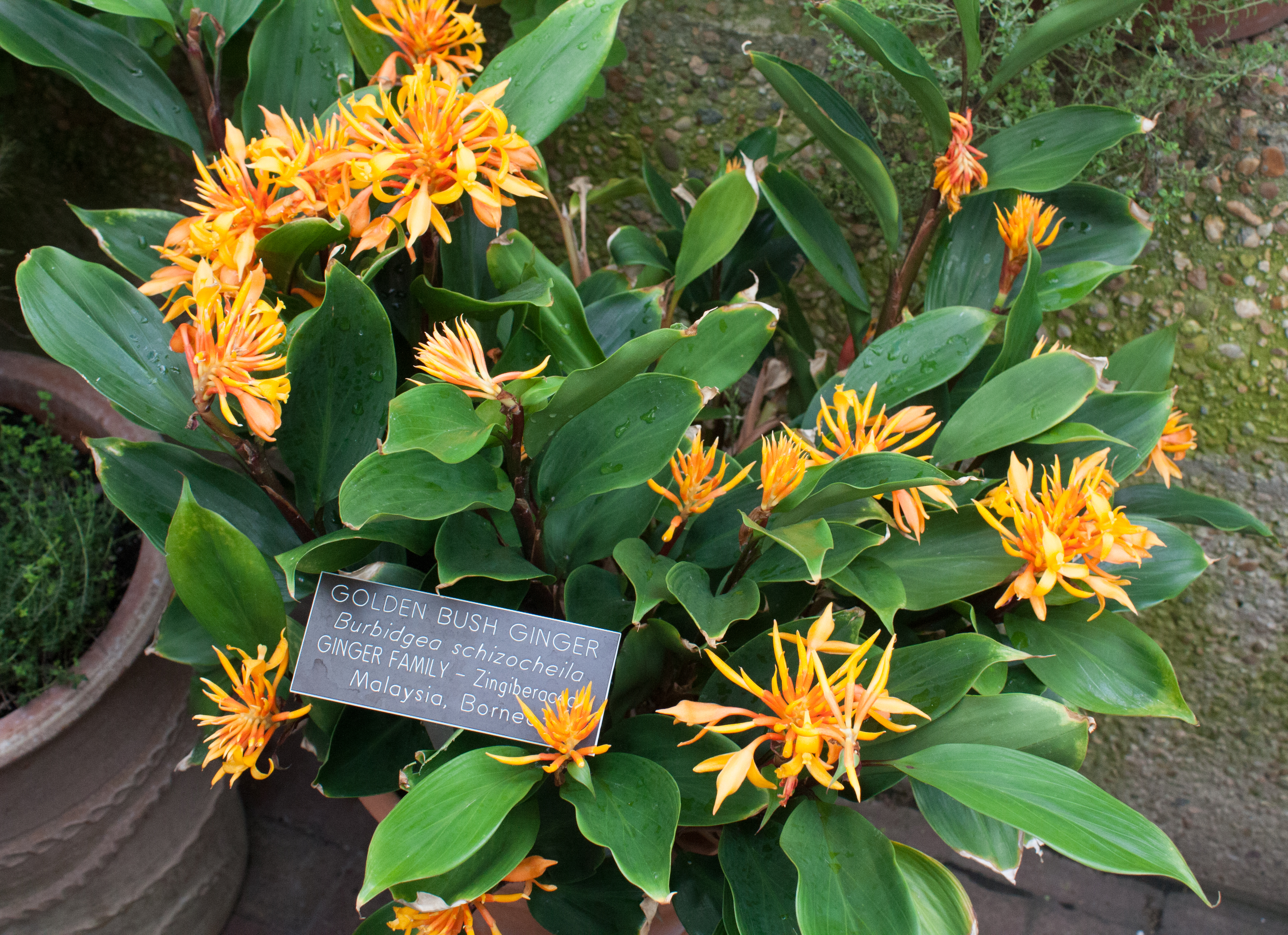
Unterfamilie Alpinioideae, Riedelieae: Burbidgea schizocheila

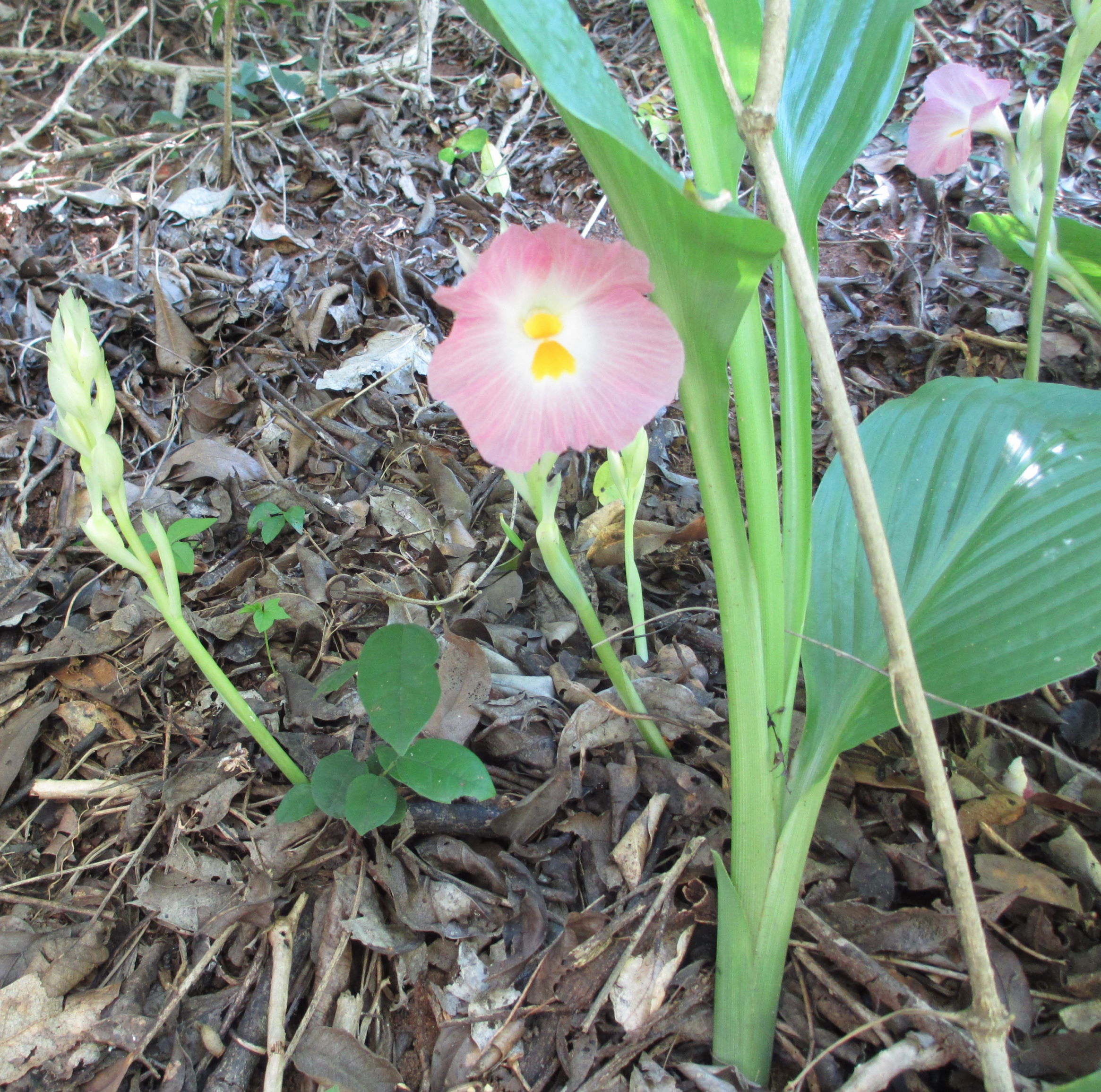
Unterfamilie Siphonochiloideae, Tribus Siphonochileae: Blütenstände von Siphonochilus aethiopicus

Die meist tropischen Arten sind meist in der Paläotropis beheimatet und kommen schwerpunktmäßig in Südostasien und auf dem indonesischen Archipel vor. Nur von der Gattung Renealmia sind Arten in der Neotropis beheimatet. Vier Gattungen kommen in Afrika vor: Aframomum, Aulotandra, Siphonochilus und Renealmia.
Der Familienname Zingiberaceae wurde 1820 von Iwan Iwanowitsch Martynow in Tekhno-Botanicheskīĭ Slovar': na latinskom i rossīĭskom iazykakh. Sanktpeterburgie, S. 682 und im September 1835 von John Lindley in Key Bot., 69 veröffentlicht. Typusgattung ist Zingiber Boehm. Der Gattungsname Zingiber leitet sich aus einem Wort des Sanskrit sringavera ab und bedeutet hornförmig, dies bezieht sich auf die Rhizome. Synonyme für Zingiberaceae Mart. sind Alpiniaceae Link, Amomaceae J.St.-Hil., nom. illeg., Curcumaceae Dumort. Früher gehörten auch die Taxa der heutigen Familie Costaceae in die Familie der Zingiberaceae, aber beispielsweise das Fehlen von ätherischen Ölen und die Stellung der Laubblätter grenzt sie gut ab.

### Unterfamilien mit Tribus und Gattungen
Die Familie der Ingwergewächse (Zingiberaceae) wird gegliedert in vier Unterfamilien und sechs Tribus mit etwa 52 bis 53 Gattungen und 1200 bis mehr als 1300 Arten. In dem hier wiedergegebenen, weitgehend Kress et al. 2002 folgenden Umfang sind einige Gattungen polyphyletisch, beispielsweise Afromonum, Alpinia, Globba, Curcuma und Zingiber. Danach erfolgten viele Neubeschreibungen und Veränderungen der Umfänge von Gattungen, die mit jeweiliger Literatur belegt sind:
- Unterfamilie Zingiberoideae Hasskarl: Verbreitung im indonesischen Archipel und im tropischen Australien. Sie enthält zwei Tribus:
  - Tribus Globbeae: Sie enthält drei (bis vier) Gattungen:[9]
    - Gagnepainia K.Schum.: Die nur drei Arten sind von Thailand bis Kambodscha und im südlichen Vietnam verbreitet.
    - Globba L. (Syn.: Hura J.Koenig, Lampujang J.Koenig, Sphaerocarpos J.F.Gmel., Manitia Giseke, Mantisia Sims, Ceratanthera Hornem., Ceratanthera T.Lestib., Colebrookia Donn ex T.Lestib., Achilus Hemsl.): Die etwa 100 Arten sind vom östlichen tropischen Himalaja-Gebiet bis ins südliche China, in Indien und von Indochina bis Malaysia und nordöstlichen Australien weitverbreitet.[10] Die meisten Arten sind im indochinesischen Monsun-Gebiet beheimatet. Die vier in Indien, Bangladesch, Myanmar und auf dem Malaiischen Archipel beheimateten ehemaligen Mantisia-Arten bilden die Sektion Mantisia Sims innerhalb der Gattung Globba.[9]
    - Hemiorchis Kurz: Die drei bis vier Arten sind vom zentralen und östlichen Himalaja-Gebiet bis Myanmar verbreitet.[10]

  - Tribus Zingibereae (inklusive der Gattungen der Hedychieae): Sie enthält 20 bis 24 Gattungen:
    - Boesenbergia Kuntze (Syn.: Gastrochilus Wall. nom. illeg., Banglium Buch.-Ham. ex Wall. nom. nud., Curcumorpha A.S.Rao & D.M.Verma): Die etwa 60 Arten sind im tropischen bis subtropischen Asien,[10] besonders im südlichen tropischen Himalaja-Gebiet und ganz Südostasien weitverbreitet; mit Zentren der Artenvielfalt im indochinesen Monsun-Gebiet und auf Borneo.[10]
    - Camptandra Ridl.: Die etwa vier Arten kommen auf der Malaiischen Halbinsel und Borneo vor.
    - Cautleya Hook. f.: Die nur zwei Arten sind im Himalaja-Gebiet vom nördlichen Indien, Nepal, Bhutan, Myanmar und Thailand über das südliche China bis Vietnam weitverbreitet.
    - Cornukaempferia Mood & K.Larsen: Die seit 2007 drei Arten kommen in Thailand vor.[10]
    - Curcuma L. (Syn.: Erndlia Giseke, Kua Rheede ex Medic., Hitcheniopsis (Baker) Ridl., Paracautleya R.M.Sm., Stissera Giseke nom. illeg.): Die (50 bis) etwa 90 Arten sind im tropischen bis subtropischen Asien und in Australasien von Indien bis Queensland weitverbreitet.[10]
    - Distichochlamys M.F.Newman: Die seit 2012 vier Arten kommen nur in Vietnam vor.[10]
    - Haniffia Holttum: Die seit 2007 drei Arten kommen von der Malaiischen Halbinsel bis ins südliche Thailand vor.[10]
    - Haplochorema K.Schum.: Von den seit 2006 fünf Arten kommen vier nur auf Borneo und eine nur auf Sumatra vor.[10]
    - Hedychium J.Koenig (Syn.: Brachychilum (R.Br. ex Wall.) Petersen, Gamochilus T.Lestib., Gandasulium Rumph. ex Kuntze): Die seit 2011 etwa 88 Arten sind vom südlichen Asien bis Südostasien weitverbreitet und kommen auch auf Madagaskar vor.[10]
    - Hitchenia Wall.: Sie enthält nur eine Art:
      - Hitchenia glauca Wall.: Sie kommt in Myanmar vor.

    - Kaempferia L. (Syn.: Monolophus Wall., Tritophus T.Lestib.): Die etwa 40 Arten sind im tropischen bis subtropischen Asien weitverbreitet;[10] beispielsweise:
      - Indische Gewürzlilie (Kaempferia galanga L.)

    - Laosanthus K.Larsen & Jenjitt.: Sie enthält nur eine Art:
      - Laosanthus graminifolius K.Larsen & Jenjitt.: Es sind nur Exemplare aus Laos in Herbarien hinterlegt.[11]

    - Larsenianthus W.J. Kress & Mood: Die vier Arten sind vom nordöstlichen Indien über das nordöstliche Bangladesch bis ins nördliche Myanmar verbreitet.
    - Nanochilus K.Schum.: Sie enthält nur eine Art:
      - Nanochilus palembanicum (Miq.) K.Schum.: Sie nur kommt in Sumatra vor.[10]

    - Parakaempferia A.S.Rao & D.M.Verma: Sie enthält nur eine Art:
      - Parakaempferia synantha A.S.Rao & D.M.Verma: Sie ist nur von der Typus-Aufsammlung aus dem indischen Assam bekannt.[10]

    - Pommereschea Wittm.: Die nur zwei Arten kommen nur im nördlichen Myanmar und im angrenzenden Gebiet in Thailand vor.
    - Pyrgophyllum (Gagnep.) T.L.Wu & Z.Y.Chen (Syn.: Kaempferia yunnanensis Gagnep., Caulokaempferia yunnanensis (Gagnep.) R.M.Sm., Monolophus yunnanensis (Gagnep.) T.L.Wu & S.J.Chen): Sie enthält nur eine Art:
      - Pyrgophyllum yunnanensis (Gagnep.) Wu & Chen: Sie gedeiht in dichten Bergwäldern in Höhenlagen von 1500 bis 2800 Metern in den chinesischen Provinzen Yunnan und Sichuan.[1]

    - Rhynchanthus Hook. f.: Von den etwa vier Arten kommen alle in Myanmar vor, eine kommt auch in Assam vor und eine auch in der südlichen chinesischen Provinz Yunnan.[1][10]
    - Roscoea Sm.: Die 17 bis 21 Arten gedeihen in größeren Höhenlagen vom Himalaja-Gebiet (Indien, Kaschmir, Bhutan, Nepal, Sikkim, Myanmar) bis ins südliche China (13 Arten, davon 8 nur dort) und nördliche Vietnam,[1][10] darunter:
      - Szillablättrige Ingwerorchidee (Roscoea scillifolia (Gagnep.) Cowley)

    - Scaphochlamys Baker: Die etwa 43 Arten kommen hauptsächlich auf der Malaiischen Halbinsel, aber auch auf der thailändischen Halbinsel und auf Borneo vor.[10][12]
    - Smithatris W.J.Kress & K.Larsen: Die nur zwei Arten gedeihen nur in Gebieten mit tropischem Karst: die eine nur in Saraburi, nördlich von Bangkok und die andere in Myanmar.[10][13]
    - Stadiochilus R.M.Sm.: Sie enthält nur eine Art:
      - Stadiochilus burmanicus R.M.Sm.: Sie kommt nur in Myanmar vor.[10]

    - Stahlianthus Kuntze: Die seit 2007 sieben Arten sind vom östlichen Himalaja-Gebiet bis Hainan im südlichen China, Vietnam, Kambodscha, Laos und nördlichen Thailand verbreitet.[1][10]
    - Ingwer (Zingiber Boehm.): Die 100 bis 150 Arten sind vom tropischen bis ins warm-gemäßigte Asien verbreitet, mit Zentren der Artenvielfalt in Indochina und auf Borneo; in China gibt es 42 Arten, 34 davon nur dort.[1][10]

- Unterfamilie Alpinioideae Link: Sie besitzt einen Verbreitungsschwerpunkt in Malesien und im tropischen Australien. Sie enthält zwei Tribus:
  - Tribus Alpinieae: Sie enthält je nach Autor 17 bis 25 Gattungen:[14]
    - Aframomum K.Schum. (Syn.: Alexis Salisb. nom. nud., Marogna Salisb. nom. nud.): Die etwa 50 Arten sind im tropischen Afrika verbreitet und kommen auf Inseln im westlichen Indischen Ozean vor,[10] beispielsweise:
      - Paradieskörner (Aframomum melegueta K.Schum.)

    - Alpinia Roxb. (Syn.: Adelmeria Ridl., Albina Giseke, Allagas Raf., Buekia Giseke, Catimbium Juss., Cenolophon Blume, Doxanthes Raf., Elmeria Ridl. nom. illeg., Eriolopha Ridl., Galanga Noronha, Guillainia Vieill., Hellenia Willd. nom. illeg., Hellwigia Warb., Heritiera Retz. nom. illeg., Kolowratia C.Presl, Martensia Giseke, Monocystis Lindl., Languas J.Koenig, Odontychium K.Schum., Strobidia Miq., Zerumbet J.C.Wendl. nom. illeg.): Die 200 bis 240 Arten sind vom tropischen sowie subtropischen Asien über Malesien und Australien bis auf Inseln des westlichen Pazifischen Ozeans verbreitet.[10] Viele Arten und Sorten sind beliebte Zierpflanzen in tropischen Gärten und Parks. Diese Gattung ist im bisherigen Umfang nicht monophyletisch und wird also vielleicht in mehrere (vermutlich sechs) Gattungen aufgegliedert werden.
    - Amomum Roxb. nom. cons. (Syn.: Cardamomum Rumph. ex Kuntze non Noronha, Geocallis Horan., Paramomum S.Q.Tong, Torymenes Salisb. nom. nud., Zedoaria Raf.): Sie hat eine weite Verbreitung vom tropischen sowie subtropischen Asien über Malesien bis ins nördliche Queensland, mit dem Zentrum der Artenvielfalt auf dem Indonesischen Archipel. Sie war 2012 mit 150 bis 180 Arten die zweitgrößte Gattung der Familie.[10][15] 2018 wurden viele Arten in andere Gattungen ausgegliedert.[14] Da 2019/20 einige Arten erstbeschrieben wurden, sind es 2020 immer noch etwa 120 Arten.
    - Aulotandra Gagnep.: Von den sechs Arten kommen fünf auf Madagaskar und eine in Kamerun vor.[10]
    - Conamomum Ridl.: Sie wurde 2018 reaktiviert und enthält etwa zehn Arten, die aus der Gattung Amomum ausgegliedert wurden und von Indochina bis ins westliche Malesien vorkommen.[14]
    - Cyphostigma Benth.: Sie enthält nur eine Art:[10]
      - Cyphostigma pulchellum (Thw.) Benth.: Sie kommt in Sri Lanka in Wäldern bis in Höhenlagen von 1000 Metern vor.

    - Elettaria Maton (Syn.: Cardamomum Noronha non Rumph. ex Kuntze, Matonia Stephenson & J.M.Churchill): Sie hat bis zu elf Arten enthalten. Sie ist seit 2018 wieder monotypisch mit der einzigen Art:[14][16]
      - Grüne Kardamom (Elettaria cardamomum (L.) Maton): Sie ist im südwestlichen Indien beheimatet, wird aber pantropisch angebaut.

    - Elettariopsis Baker: Die seit 2012 etwa 20 Arten sind von Hainan über Laos, Vietnam, Thailand bis  Malaysia und Indonesien verbreitet.[1]
    - Epiamomum A.D.Poulsen & Skornick.: Sie wurde 2018 aufgestellt. Sie enthält etwa sechs Arten, die aus der Gattung Amomum ausgegliedert wurden und im westlichen Malesien vorkommen.[14]
    - Etlingera Giseke (Syn.: Achasma Griff., Bojeria Raf., Diracodes Blume, Geanthus Reinw. nom. illeg., Nicolaia Horan., Phaeomeria Lindl. ex K.Schum.): Die 70 bis über 100 Arten sind im tropischen bis subtropischen Asien vom Himalaja bis Südostasien und bis ins nördliche Queensland verbreitet, mit einer Hauptverbreitung auf dem Indonesischen Archipel.[10] Sie gedeihen meist nahe dem Äquator in: Indien, Bangladesch, Burma, der Volksrepublik China, Laos, Kambodscha, Vietnam, Thailand, Malaysia, Singapur, Indonesien, den Philippinen, Brunei, Papua-Neuguinea, Australien und einigen Pazifischen Inseln.[17]
    - Geocharis (K.Schum.) Ridl.: Die sechs bis sieben Arten sind im westlichen Malesien vom westlichen Malaysia und von Sumatra bis Borneo und auf den Philippinen verbreitet.[10]
    - Geostachys (Baker) Ridl. (Syn.: Carenophila Ridl.): Die seit 2011 etwa 25 Arten sind von Indochina bis zum westlichen Malesien im südlichen Vietnam, südlichen Thailand und vom westlichen Malaysia bis Sumatra und Borneo verbreitet. Die meisten Arten gibt es auf der Malaiischen Halbinsel.[10]
    - Hornstedtia Retz. (Syn.: Donacodes Blume, Greenwaya Giseke, Stenochasma Griff.): Die etwa 32 (bis 50) Arten sind vom östlichen Himalaja bis auf südwestliche Pazifische Inseln, hauptsächlich in Malaysia und im tropischen nordöstlichen Australien verbreitet, aber es gibt auch Arten in Thailand, Indochina und in den chinesischen Provinzen Hainan und Tibet.[10]
    - Lanxangia M.F.Newman & Skornick.: Sie wurde 2018 aufgestellt. Sie enthält etwa acht Arten, die aus der Gattung Amomum ausgegliedert wurden und von China bis Indochina vorkommen.[14]
    - Leptosolena C.Presl: Sie enthält nur eine Art:[10]
      - Leptosolena haenkei C.Presl (Syn.: Alpinia leptosolenia K.Schum., Leptosolena auriculata Elmer, Leptosolena insignis Ridl.): Dieser Endemit kommt nur auf der zu den Philippinen gehörenden Insel Luzon vor.[10]

    - Meistera Giseke: Sie wurde 2018 reaktiviert und enthält etwa 44 Arten, die aus der Gattung Amomum ausgegliedert wurden und vom subtropischen sowie tropischen Asien über Malesien bis ins nördliche Queensland vorkommen.[14]
    - Plagiostachys Ridl.: Die seit 2008 26 Arten sind von den Nikobaren bis Malesien verbreitet, nur eine Art kommt im südöstlichen China (in den Provinzen Guangdong sowie Guangxi[1]) vor.[10]
    - Renealmia L. f. (Syn.: Alpinia L. nom. rej., Amomum Ruiz & Pav. nom. rej., Ethanium Salisb. ex Kuntze nom. superfl., Gethyra Salisb. nom. nud., Peperidium Lindl. nom. nud., Siphotria Raf.): Von den etwa 75 Arten sind die meisten Arten in der Neotropis von Mexiko über Zentralamerika sowie auf Karibischen Inseln bis zum tropischen Südamerika verbreitet und etwa 20 Arten kommen im tropischen Afrika vor.[10]
    - Sulettaria A.D.Poulsen & Mathisen: Sie wurde 2018 aufgestellt und enthält etwa 15 Arten, die hauptsächlich aus der Gattung Elettaria ausgegliedert wurden und im westlichen bis zentralen Malesien, aber die meisten von ihnen auf Borneo vorkommen.[16]
    - Sundamomum A.D.Poulsen & M.F.Newman: Sie wurde 2018 aufgestellt. Sie enthält etwa 14 Arten, die aus der Gattung Amomum ausgegliedert wurden und von Thailand bis ins westliche Malesien vorkommen.[14]
    - Vanoverberghia Merr.: Von den nur zwei Arten kommt eine auf den Philippinen vor und eine ist ein Endemit auf Taiwan (nur in Lan Yü).[10]

  - Tribus Riedelieae: Sie enthält vier Gattungen:
    - Burbidgea Hook. f.: Die etwa sechs Arten kommen nur auf Borneo vor.[10]
    - Pleuranthodium (K.Schum.) R.M.Sm. (Syn.: Psychanthus (K.Schum.) Ridl.): Die etwa 25 Arten kommen auf Neuguinea, auf dem Bismarck-Archipel und eine Art im nordöstlichen Queensland vor.[10]
    - Riedelia Oliv. (Syn.: Rudelia Oliv. orth. var., Nyctophylax Zipp. nom. rej., Naumannia Warb., Oliverodoxa Kuntze, Thylacophora Ridl.): Die (25 bis) etwa 73 Arten sind von den Molukken bis zu den Salomonen verbreitet.[10]
    - Siamanthus K.Larsen & Mood: Sie enthält nur eine Art:[10]
      - Siamanthus siliquosus K.Larsen & J.Mood: Es ist ein Endemit der Provinz Naratahiwat im südlichen Thailand.

    - Wurfbainia Giseke: Sie wurde 2018 reaktiviert und enthält etwa 26 Arten, die aus der Gattung Amomum ausgegliedert wurden und vom Himalaya über China sowie Indochina bis ins westliche sowie zentrale Malesien weitverbreitet sind.[14]

  - Nicht einen Tribus eingeordnet ist:
    - Siliquamomum Baillon: Sie enthält seit 2017 vier Arten:[10]

- Unterfamilie Siphonochiloideae W.J.Kress: Sie enthält nur eine Tribus und nur einer Gattung und elf Arten:
  - Tribus Siphonochileae:
    - Siphonochilus J.M.Wood & Franks: Sie enthält seit 2010 nur noch elf Arten im tropischen bis südlichen Afrika in Gebieten mit Trockenzeiten.[10]

- Unterfamilie Tamijioideae W.J.Kress: Sie enthält nur eine Tribus und nur eine monotypische Gattung:
  - Tribus Tamijieae:
    - Tamijia S.Sakai & Nagam.: Sie enthält nur eine Art:
      - Tamijia flagellaris S.Sakai & Nagam.: Sie gedeiht im Tieflandregenwald in Höhenlagen von 20 bis 200 Metern in Sarawak und Brunei nur auf Borneo.[10]

- Nicht in eine Unterfamilie oder Tribus eingeordnet sind:
  - incertae sedis:
    - Caulokaempferia K.Larsen: Die etwa zehn Arten sind vom südlichen tropischen Himalaja über China bis Laos und über Thailand auf den Indonesischen Archipel weitverbreitet.[18][19][20] Man findet die Arten meist an feuchten Stellen beispielsweise entlang von Flüssen.

- Es gibt auch Gattungshybriden (Auswahl):
  - ×Alpingera F.Luc-Cayol = Alpinia × Etlingera: Es gibt nur eine Art:
    - ×Alpingera martinica F.Luc-Cayol: Sie ist in Kultur entstanden und eignet sich als Zierpflanze.[7]

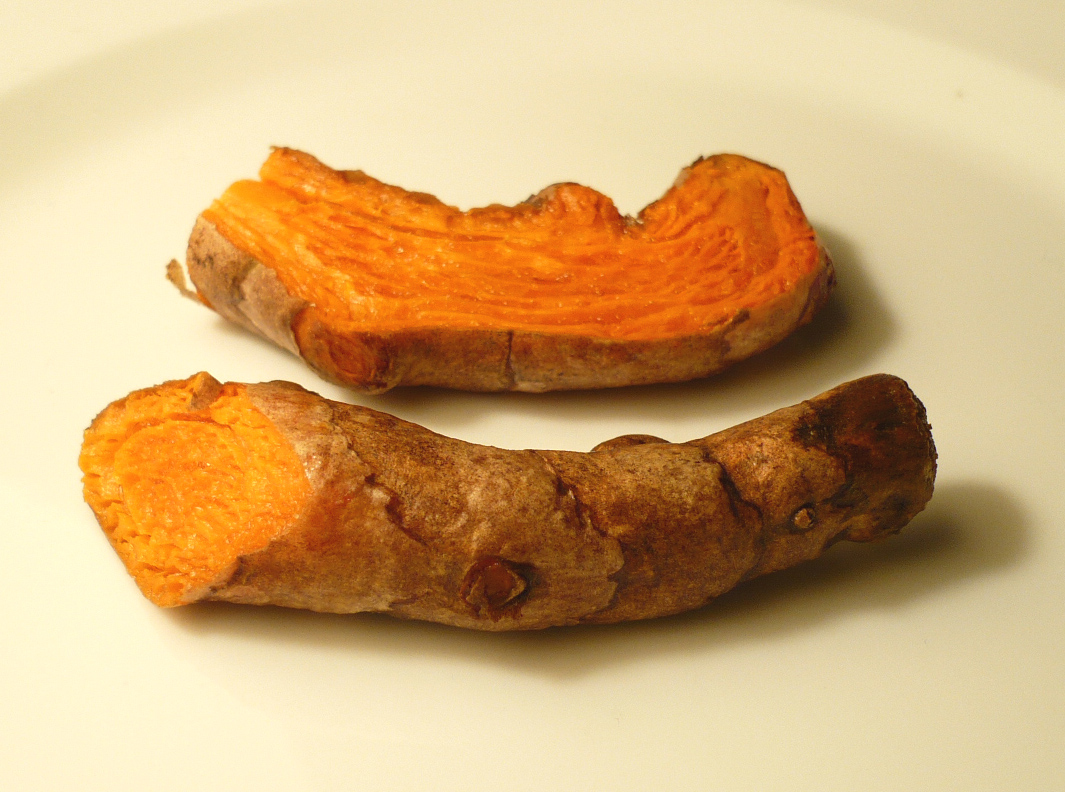
Kurkuma (Curcuma longa): Frisches Kurkuma-Rhizom

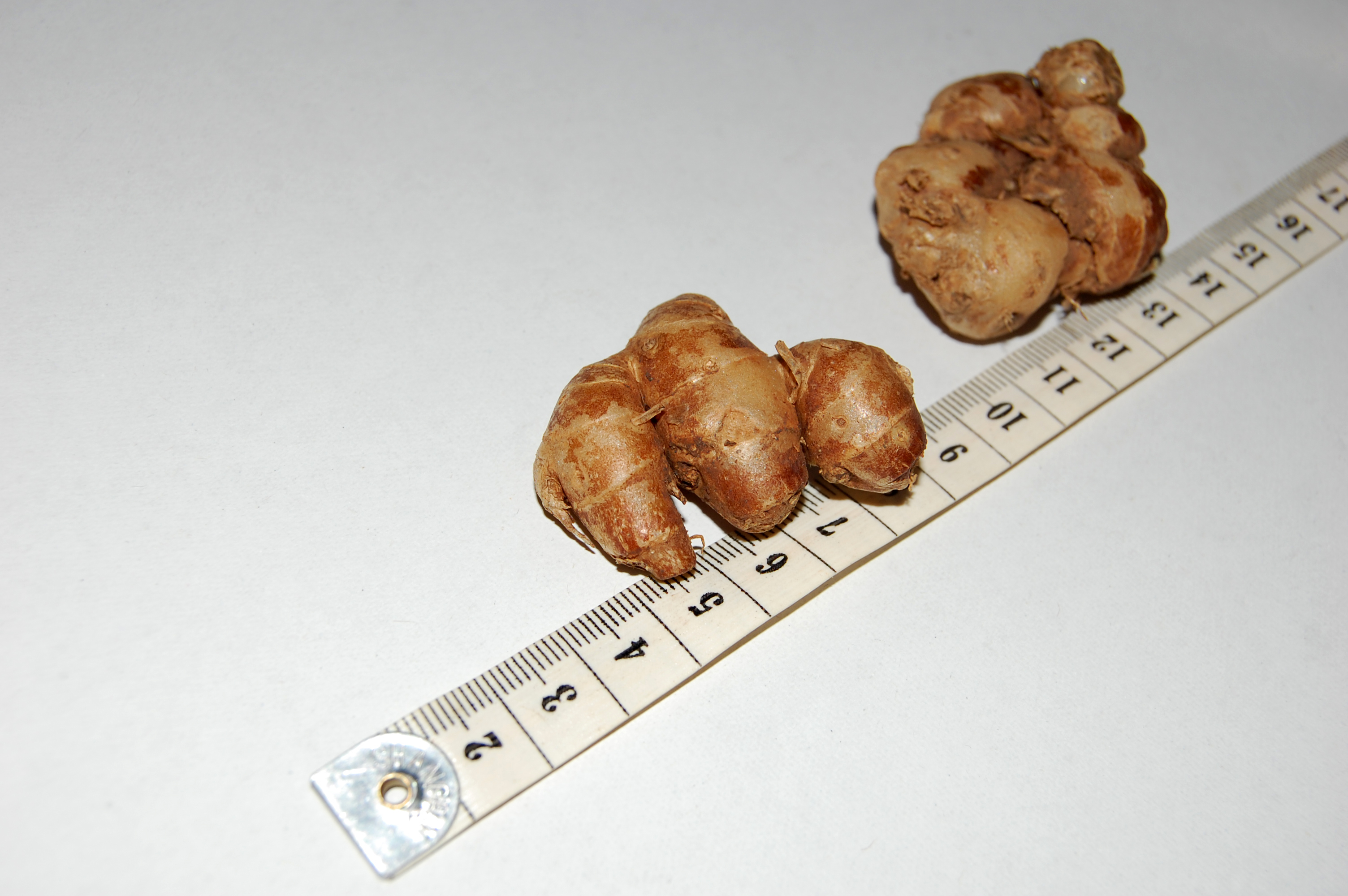
Indische Gewürzlilie (Kaempferia galanga): Rhizome

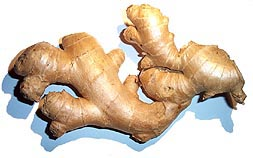
Echter Ingwer (Zingiber officinale): Frisches Ingwer-Rhizom

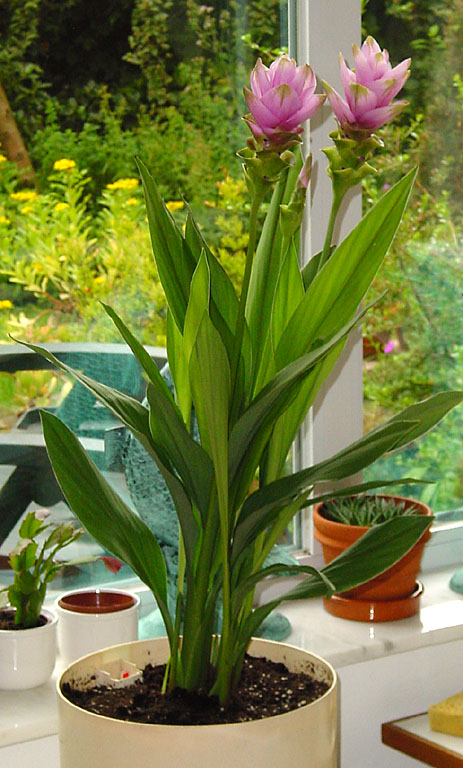
Unterfamilie Zingiberoideae, Tribus Zingibereae: Eine Sorte von Curcuma alismatifolia als Zimmerpflanze

## Nutzung
In der Familie der Zingiberaceae gibt es eine große Anzahl von Arten aus 47 Gattungen mit medizinisch nutzbarem Potenzial. Einige Arten werden, besonders in den asiatischen Küchen, als Gewürz verwendet, dabei besonders die Rhizome. Wenige Arten werden als Gemüse oder Salat gegessen. Mehrere Arten liefern Ausgangsstoffe für die Parfümindustrie. Von vielen Arten werden Sorten als Zierpflanzen verwendet.
- Einige Gattungen mit Nahrungs-, Heil- und Gewürzpflanzen-Arten:
  - Aframomum:
    - Paradieskörner (Aframomum melegueta)

  - Alpinia:
    - Thai-Ingwer (Alpinia galanga)

  - Amomum:
    - Schwarzer Kardamom (Amomum subulatum)
    - Amomum testaceum Ridl.

  - Boesenbergia:
    - Chinesischer Ingwer oder Fingerwurz (Boesenbergia rotunda)

  - Caulokaempferia:
    - Caulokaempferia coenobialis (Hance) K.Larsen: In der chinesischen Heilkunde genutzt.

  - Cautleya:
    - Cautleya spicata (J.M.Sm.) Bak.: Der Stängel wird als Gemüse gegessen. Medizinische Wirkungen wurden untersucht.[21]

  - Curcuma:
    - Kurkuma (Curcuma longa L.)
    - Javanische Gelbwurz (Curcuma xanthorrhiza Roxb.): Die Droge (Curcumae xanthorrhizae rhizoma) wird aus dem Rhizom gewonnen.
    - Zitwerwurzel (Curcuma zedoaria Rosc.)

  - Elettaria:
    - Grüner Kardamom (Elletaria cardamomum (L.) Maton)

  - Hedychium:[22]
    - Hedychium coronarium J.König: Die knospigen und geöffneten Blüten werden gegessen und als Gewürz verwendet. Das Rhizom wird gegart gegessen. Medizinische Wirkungen wurden untersucht. Aus der Zellulose wird Papier herstellt. Die ätherischen Öle sind Ausgangsstoffe für die Parfümindustrie. Die duftenden Blüten hat man abends bei sich.
    - Hedychium gracile Roxb.: Pflanzenteile werden als Gewürz verwendet.
    - Hedychium spicatum Buch.-Ham.: Die Frucht wird gegart gegessen. Medizinische Wirkungen wurden untersucht. Die ätherischen Öle sind Ausgangsstoffe für die Parfümindustrie. Das getrocknete Rhizom wird zum Räuchern verwendet.

  - Kaempferia:
    - Indische Gewürzlilie (Kaempferia galanga)

  - Lanxangia:
    - Lanxangia tsao-ko (Crevost & Lemarié) M.F.Newman & Škorničk.: Die getrocknete Frucht wird in Yunnan, Laos und Vietnam wird als Gewürz und Heilpflanze verwendet.

  - Stahlianthus:
    - Stahlianthus involucratus (King ex Baker) Craib ex Loes.: Sie wird in der chinesischen Heilkunde genutzt.[1]

  - Zingiber:
    - Ingwer (Zingiber officinale Rosc.)
    - Zingiber purpureum Rosc.: Sie wird in der chinesischen Heilkunde genutzt.[1]
    - Muschel-Ingwer (Zingiber zerumbet)

- In den Gattungen Alpinia, Cornukaempferia, Curcuma, Etlingera, Globba, Hedychium, Renealmia und Zingiber gibt es einige Arten, deren Sorten Zierpflanzen für tropische Parks und Gärten sind. Sorten weniger Arten werden in den gemäßigten Breiten als große Topf- oder Kübelpflanzen für Zimmer oder Wintergärten verwendet.[23]